# Leiolopisma mauritiana
Leiolopisma mauritiana är en ödleart som beskrevs av  Günther 1877. Leiolopisma mauritiana ingår i släktet Leiolopisma och familjen skinkar. IUCN kategoriserar arten globalt som utdöd.
Artens utbredningsområde är Mauritius. Inga underarter finns listade i Catalogue of Life.